# Mizugorou
Mizugorou (ミズゴロウ), còn được biết đến với tên tiếng Anh Mudkip, ở Việt Nam cũng được gọi với tên Mizugrou, là một loài Pokémon trong nhượng quyền thương mại Pokémon của Nintendo và Game Freak. Được thiết kế bởi Ken Sugimori, Mizugorou lần đầu tiên xuất hiện trong 2 trò chơi video Pokémon Ruby và Sapphire và các phần tiếp theo, sau đó xuất hiện trong nhiều mặt hàng khác nhau như spin-off, phim hoạt hình và các mặt hàng in ấn khác của nhượng quyền thương mại.
Được biết đến như là Pokémon Cá đầm lầy, Mizugorou xuất hiện lần đầu tiên vào năm 2003 trong Pokémon Ruby và Sapphire, là một trong ba Pokémon khởi đầu mà người chơi có thể chọn khi bắt đầu trò chơi cùng với Kimori và Achamo. Mizugorou đã xuất hiện trên mặt hộp trước của Pokémon Mystery Dungeon: Blue Rescue Team, Pokémon Pinball: Ruby & Sapphire, Pokémon Channel và Pokémon Dash.

## Khái niệm và đặc điểm
Mizugorou, được gọi là Pokémon Cá đầm lầy, là Pokémon nhỏ màu xanh với cái vây lớn trên đầu cho phép chúng cảm nhận được các chuyển động trong không khí và nước, hoạt động như một radar. Khi ở dưới nước, chúng sử dụng mang màu cam, nhọn trên má để thở trong khi sử dụng vây đuôi lớn để tự đẩy mình. Chúng cực kỳ khỏe mạnh, có thể nâng hoặc nghiền nát những tảng đá lớn. Khi ngủ, chúng vùi mình trong lớp bùn lầy ở mép nước. Mizugorou và tiến hóa sống trong đầm lầy hoặc vùng đất ngập nước khác, sâu bên trong các hòn đảo bị cô lập, vì chúng không thích các hồ nước ngọt và ao hồ. Dựa theo Bách khoa toàn thư minh họa về các loài bò sát và lưỡng cư Bắc Mỹ (The Illustrated Encyclopedia of North American Reptiles and Amphibians), Mizugorou và sự tiến hóa của nó dựa trên kỳ nhông,  mặc dù IGN đã nói rằng nó "giống như sinh vật ngoài đời gọi là Oxudercinae, lấy cảm hứng từ cả thiết kế quái vật và tên của nó".

## Xuất hiện

### Trong trò chơi điện tử
Mizugorou lần đầu tiên xuất hiện trong Pokémon Ruby và Sapphire và phiên bản làm lại của nó: Pokémon Emerald. Mizugorou là một trong ba Pokémon khởi đầu mà người chơi có thể chọn bao gồm Kimori và Achamo. Sau khi có đủ kinh nghiệm trong trận chiến, Mizugorou tiến hóa thành Numacraw, sau đó sẽ tiến hóa thành Laglarge. Trong Pokémon HeartGold và SoulSilver, Mizugorou, cùng với Kimori và Achamo, có thể lấy được từ nhân vật Daigo Tsuwabuki sau khi có được tất cả 16 huy hiệu và đánh bại trùm cuối, Red.
Bên ngoài các tựa game Pokémon chính, chúng xuất hiện trong Pokémon Pinball: Ruby & Sapphire, Pokémon Trozei!, các tựa game Pokémon Mystery Dungeon, các tựa game Pokémon Ranger, Pokémon Channel và PokéPark Wii: Pikachu's Adventure. Mizugorou xuất hiện trong Super Smash Bros. Brawl như một phần thưởng có thể nhận được thông qua các phương tiện đặc biệt.

### Trong anime
Trong anime Pokémon, Takeshi, một nhà lai tạo Pokémon và cựu trưởng hội quán, đã cứu Mizugorou khỏi bị cuốn trôi trong một dòng suối khi anh ta và những người bạn của anh ta bắt gặp một nhóm Mizugorou trẻ. Sau đó, Hassboh và Mizugorou của Takeshi đã hợp tác để đánh bại Băng Hỏa Tiễn, sau đó Mizugorou quyết định gia nhập đội của Takeshi. Vai trò chính của Mizugorou là hỗ trợ Takeshi trong các tình huống liên quan đến nước, chẳng hạn như tìm kiếm các vật thể trong đại dương, chẳng hạn như Illumise và một viên ngọc thuộc Baneboo. Mizugorou cũng hướng dẫn Pokémon khi Takeshi, Satoshi và Haruka không có mặt. Nó tiến hóa thành Numacraw trong trận chiến huấn luyện với Juptile của Satoshi. Một Mizugorou riêng biệt cũng xuất hiện khi cả nhóm gặp một huấn luyện viên tên là Kiyo, một huấn luyện viên trẻ, người đang huấn luyện Pokémon đầu tiên của mình, Mizugorou, sau đó đánh bại Achamo của Haruka trong một trận chiến. Kiyo kết nối với Pokémon của mình trong trận chiến bằng cách mặc một bộ đồ giống với Pokémon của mình, mặc cả hai bộ trang phục Mizugorou và Jiguzaguma trong tập phim.

### Trong manga
Trong manga Pokémon Adventures trong vòng cung dựa trên Pokémon Ruby và Sapphire, Ruby, nhân vật nam chính, có được một Mizugorou tên Zuzu, là Pokémon khởi đầu của mình từ Giáo sư Odamaki. Ruby trở thành một điều phối viên Pokémon, một người sử dụng Pokémon của họ cho các cuộc thi thay vì chiến đấu và sử dụng Zuzu trong các cuộc thi đó. Lúc đầu, Ruby đã thất vọng vì nó không đủ đẹp như các Pokémon khác của anh ta, nhưng sau đó anh ta quyết định rằng Cuộc thi Tough sẽ hoàn hảo cho nó. Zuzu lần đầu tiên được sử dụng để chiến đấu chống lại Sapphire, đối thủ của Ruby trong truyện tranh. Zuzu bất ngờ phát triển thành Numacraw khi Ruby ở Thành phố Kaina, và một lần nữa thành Swampert, khi đang luyện tập gần Thành phố Hiwamaki.
Một Mizugorou cũng xuất hiện nhỏ trong Pocket Monsters Chamo-Chamo ★ Pretty, phần tiếp theo của Magical Pokémon Journey.

## Tiếp nhận
Kotaku gọi Mizugorou là Pokémon được công nhận. Các trận chiến nhân vật thường niên thứ sáu và thứ bảy của GameFAQ có Mizugorou, với việc cậu thua ở vòng một trước Luigi vào năm 2007, và trước Mega Man X vào năm 2008. Một bài báo của IGN cho rằng "Mudkip (Mizugorou) không có gì đặc biệt" khi xem xét các hình thức sau này của nó và cho rằng "hệ sinh thái của Mudkip (Mizugorou) cũng nhạt nhẽo tương tự". Biên tập viên "jkdmedia" của GameZone đã nhận xét về thiết kế của Mizugorou, nói rằng anh ta thậm chí không thể mô tả nó là gì ngoài một "sinh vật dưới nước trông buồn cười". Greg Kasavin của GameSpot đã viết rằng Mizugorou "phù hợp với những tác phẩm kinh điển đã thử và đúng như Pikachu, Koduck và Dogars". IGN đã viết rằng trong khi Mizugorou không phổ biến, nó đã là Pokémon khởi đầu tốt nhất trong Ruby và Sapphire vì lợi thế của nó so với các hội quán ban đầu và sự kết hợp hệ Đất/Nước của nó. Michael Vreeland của GameSpy gọi Mizugorou là "kỳ quái" và "cân bằng". Pokémon Chick của IGN đã chọn Mudkip làm Pokémon bắt đầu, nhưng thất vọng với cách Laglarge bật ra và lập luận rằng các Pokémon hệ Nước khác tốt hơn. Chris Sims của ComicsAlliance đã viết rằng Pokémon khởi đầu được tìm thấy trong các trò chơi sau Red và Blue kém hơn và trích dẫn Mizugorou làm ví dụ.

## Trong nền văn hóa phổ biến

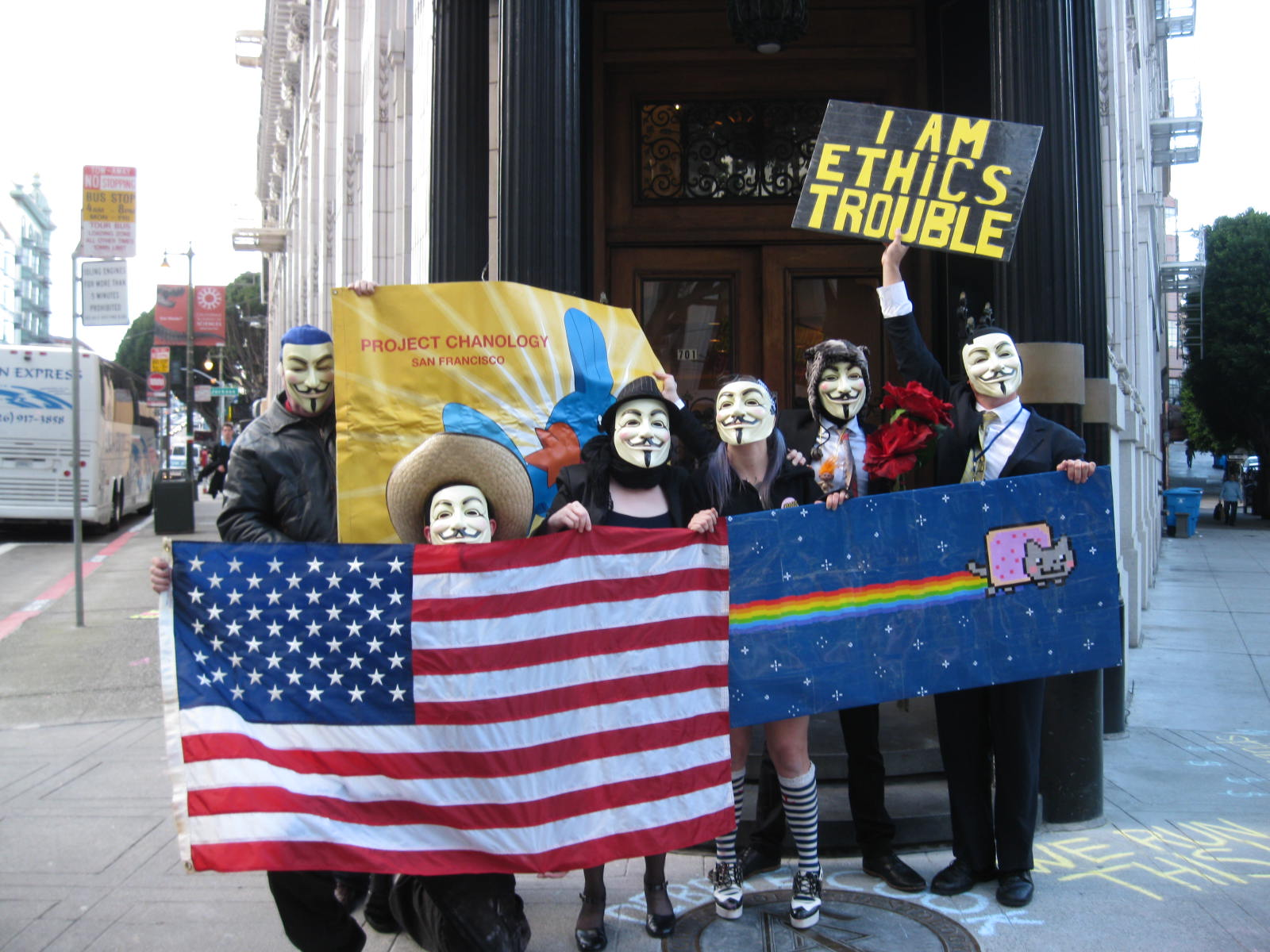
Mizugorou trên một dấu hiệu trong một Anonymous của Dự án Chanology ở San Francisco.

Video, hình ảnh và bản sao liên quan đến Mizugorou bắt đầu nổi lên vào năm 2005 và đến năm 2007, Pokémon, cùng với các biến thể của cụm từ sai chính tả "i herd u liek Mudkipz", đã trở thành một Meme Internet, nhận được nhiều video cống nạp trên YouTube.
Vào ngày 1 tháng 4 năm 2008, DeviantArt đã chơi một trò đùa ngày Cá tháng Tư cho các thành viên của mình dựa trên meme, thay đổi tất cả hình đại diện người dùng của họ thành hình ảnh của Mizugorou. Cùng năm đó, Mizougorou là một trong những meme được sử dụng bởi nhóm hoạt động hacker Anonymous trong các cuộc biểu tình của Dự án Chanology chống lại Nhà thờ Khoa học, nơi nó xuất hiện trên các dấu hiệu và cờ phản đối.